# B2K
B2K – amerykańska grupa muzyczna wykonująca R&B.

## Dyskografia
- 2002 B2K
- 2002 Santa hooked me up
- 2002 Uh Huh
- 2003 Pandemonium!
- 2003 Bump, Bump, Bump featuring P. Diddy

### Single
- Bump, Bump, Bump
- Girlfriend
- UH Huh
- Everything
- Gots Ta Be
- Bump That

## Filmografia
- You Got Served
- Gruby Albert